# 周一波
周一波（1953年12月—），陕西丹凤人，解放军西安政治学院法律专业毕业，陕西财经学院财政学专业硕士。1977年3月加入中国共产党。曾任中共陕西省委统战部部长、陕西省政协副主席。现任陕西省书法家协会主席。

## 从政经历
受文化大革命影响，17岁的周一波进入原电子工业部下属4320厂当工人；经过短期会计培训后，于1971年底开始，担任该厂财务科的会计。此后，历任4320厂劳动工资科干事、副科长，厂党委办公室主任；1986年，调入西京电气总公司，先后担任人事处副处长、处长；1991年，进入上级主管部门，省电子工业厅任职。
1994年，周一波调中共陕西省委组织部；历任处长、副部长。2002年7月，担任中共榆林市委书记；2008年，出任省委统战部部长，并当选陕西省政协副主席、第十一届全国政协委员，代表特别邀请人士，分入第五十七组。